# Marquesado de Casa Arizón

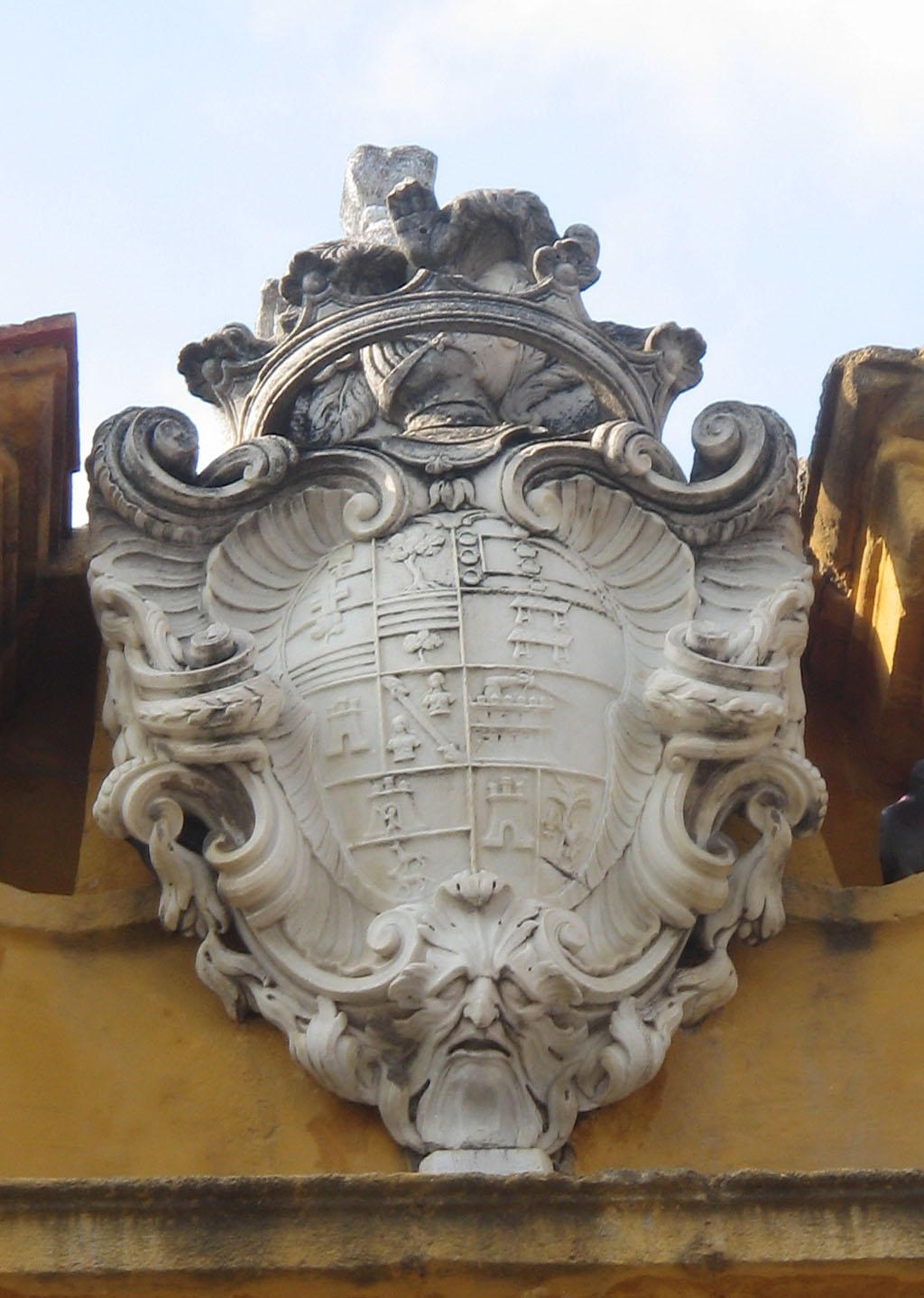
Escudo del Marqués de Casa Arizón, en su palacio de Sanlúcar de Barrameda.

El Marquesado de Casa Arizón es un título nobiliario español concedido por el rey el 18 de marzo de 1748 a Jacinto Salvador de Arizón, residente en Sanlúcar de Barrameda y matriculado en la Carrera de Indias con sede en Cádiz. El título se le otorgó con el vizcondado previo de El Carrascal, pago de Sanlúcar donde contaba con gran parte de sus propiedades rurales.

## Titulares
- Jacinto Salvador de Arizón y Morales, I Marqués de Casa Arizón.
- Salvador de Arizón y Herrera, II Marqués de Casa Arizón.
- Cristóbal de Arizón y Roubeaud, III Marqués de Casa Arizón.
- Salvador de Arizón y Navarro, IV Marqués de Casa Arizón.
- Laureano de Arizón y Castro, V Marqués de Casa Arizón.
- Salvador de Arizón y Mejías, VI Marqués de Casa Arizón, militar que lideró el alzamiento de los sublevados en julio de 1936, condecorado con la Medalla de Oro de Jerez de la Frontera.[3] que le fue derogada en tiempos recientes por el Ayuntamiento.[4]
- Salvador de Arizón Ruiz, VII Marqués de Casa Arizón.
- Salvador de Arizón Sancho, VIII Marqués de Casa Arizón.